# Giochi olimpici di Zappas
I giochi olimpici di Zappas (Ζάππειες Ολυμπιάδες in greco) furono delle manifestanzioni multi-sportive, create come tentativo di ricreare gli antichi giochi olimpici da parte dell'uomo d'affari greco Evangelis Zappas, che si tennero ad Atene, in Grecia.
Si tennero tre edizioni di questa manifestazione; nel 1859, 1870 e 1875. La seconda fu quella che ebbe maggior successo: tenuta a partire dal 18 ottobre, attirò 30 000 spettatori.
Il loro contributo fu fondamentale per la rinascita dei giochi olimpici dell'era moderna; furono infatti ispirazione per William Penny Brookes, che fondò, in Inghilterra, i Wenlock Olympian Society Annual Games, e per il barone Pierre de Coubertin, nell'organizzare, a partire dal 1894, le moderne Olimpiadi.

## Fonti
- (EN)   Findling John E. , Pelle Kimberly D., Encyclopedia of the modern Olympic movement, Greenwood Publishing Group, 2004, ISBN 978-0-313-32278-5.
- (EN)   Hill, Christopher R., Olympic Politics, Manchester University Press ND, 1992, ISBN 0-7190-3792-1.
- (EN)   Landry, Fernand – Landry, Marc – Yerlès, Magdeleine, Sport: The Third Millennium : International Symposium, Presses Université Laval, 1991, ISBN 2-7637-7267-6.
- (EN)   David C. Young, The Modern Olympics - A Struggle for Revival, Johns Hopkins University Press, 1996, ISBN 0-8018-5374-5.
- (EN)   David C. Young, A Brief History of the Olympic Games, Blackwell Publishing, 2004, ISBN 1-4051-1130-5.